# Lejonen Speedway
Lejonen Gislaved  właśc. Gislaveds Motorklubb Lejonen – żużlowy klub z Gislaved ze Szwecji. Trzykrotny drużynowy mistrz Szwecji. Jest jednym z najstarszych szwedzkich klubów żużlowych, bowiem został założony w 1929 roku. Swój pierwszy medal drużynowych mistrzostw Szwecji Lwy zdobyły w 1971 roku (srebro). W 2008 drużyna pierwszy raz w historii została mistrzem Szwecji, dokonała tego również rok później. W sezonie 2011 klub spadł z Elitserien. Do najwyższej klasy rozgrywkowej powrócił w 2015 roku i od tego czasu nieprzerwanie w niej startuje. 
Na przestrzeni lat w jego barwach startowali między innymi Chris Holder, Nicki Pedersen, czy Jarosław Hampel. W sezonie 2022 zawodnikiem klubu został Bartosz Zmarzlik.
W sezonie 2024 Bartosz Zmarzlik osiągnął w lidze szwedzkiej:
- średnią biegową: 2,724
- średnią biegową uzyskaną na własnym torze: 2,735
- średnią biegową uzyskaną na wyjeździe: 2,714
- średnią meczową: 13,267

## Osiągnięcia
Stan na listopad 2024 r.
- Drużynowe Mistrzostwa Szwecji:
  - złoto: 3 (2008, 2009, 2024)
  - srebro: 3 (1971, 1972, 2022)
  - brąz: 4 (1980, 1981, 2020, 2023)

## Kadra drużyny
Stan na maj 2025 r.
- Oliver Berntzon
- Mateusz Cierniak
- Robert Chmiel
- Jarosław Hampel
- Casper Henriksson
- Dominik Kubera
- Kacper Woryna
- Sammy Van Dyck
- Erik Persson
- Bartosz Zmarzlik